# Amargasaure
Amargasaure ("Rèptil d'Amarga") és un gènere de dinosaure sauròpode de la família dels dicraeosàurids. Podia arribar a fer 10 metres de longitud, 4 metres d'alçada i pesava unes 8 tones. Presentava unes altes espines que s'originaven a algunes vèrtebres i que es bifurcaven. Fou descobert l'any 1984 a la formació de "La Amarga", a l'Argentina i data de principis del Cretaci, fa uns 130 milions d'anys.
El crani d'Amargasaurus no superava els 60 centímetres de longitud, amb una mandíbula relativament més curta que el maxilar superior i una bateria de dents adaptades per tal d'arrancar la vegetació. Les fosses nasals estaven situades a la part superior del crani, juntament a les conques orbitals. Com en la majoria de sauròpodes, les extremitats posteriors estaven més desenvolupades que les anteriors.